# Anna Sidonie Těšínská
Anna Sidonie Těšínská (1598–1619) byla těšínská kněžna z těšínské větve slezských Piastovců.

## Život
Byla dcerou těšínského knížete Adama Václava a kuronské kněžny Alžběty. 
Dne 30. června 1616 se stala první manželkou tyrolského hraběte Jakuba Hannibala II. z Hohenemsu, jemuž porodila jednu dceru.